# Sphecodes crassicornis
Sphecodes crassicornis är en biart som beskrevs av Smith 1879 eller Tsuneki 1983. Den ingår i släktet blodbin och familjen vägbin. Inga underarter finns listade i Catalogue of Life.

## Beskrivning
Arten har svart huvud och mellankropp med vit behåring som är tätare hos honan. Bakkroppen är brunröd. Honan har dessutom mörkbruna antenner, ögon och ben. Storleksskillnaden mellan könen är påtaglig; hanen har en kroppslängd på 5,8 till 6,8 mm, medan honans kroppslängd är drygt 9 mm.<ref="SSIH"/>

## Ekologi
Som alla blodbin är arten en boparasit, som lägger sina ägg i andra bins bon. I samband med äggläggningen dödar honan värdägget eller -larven, så hennes avkomma ostört kan leva på det insamlade matförrådet.

## Utbredning
Arten har påträffats i Indien (delstaterna Tamil Nadu och Västbengalen), Sri Lanka och Japan.